# Sidney Olcott

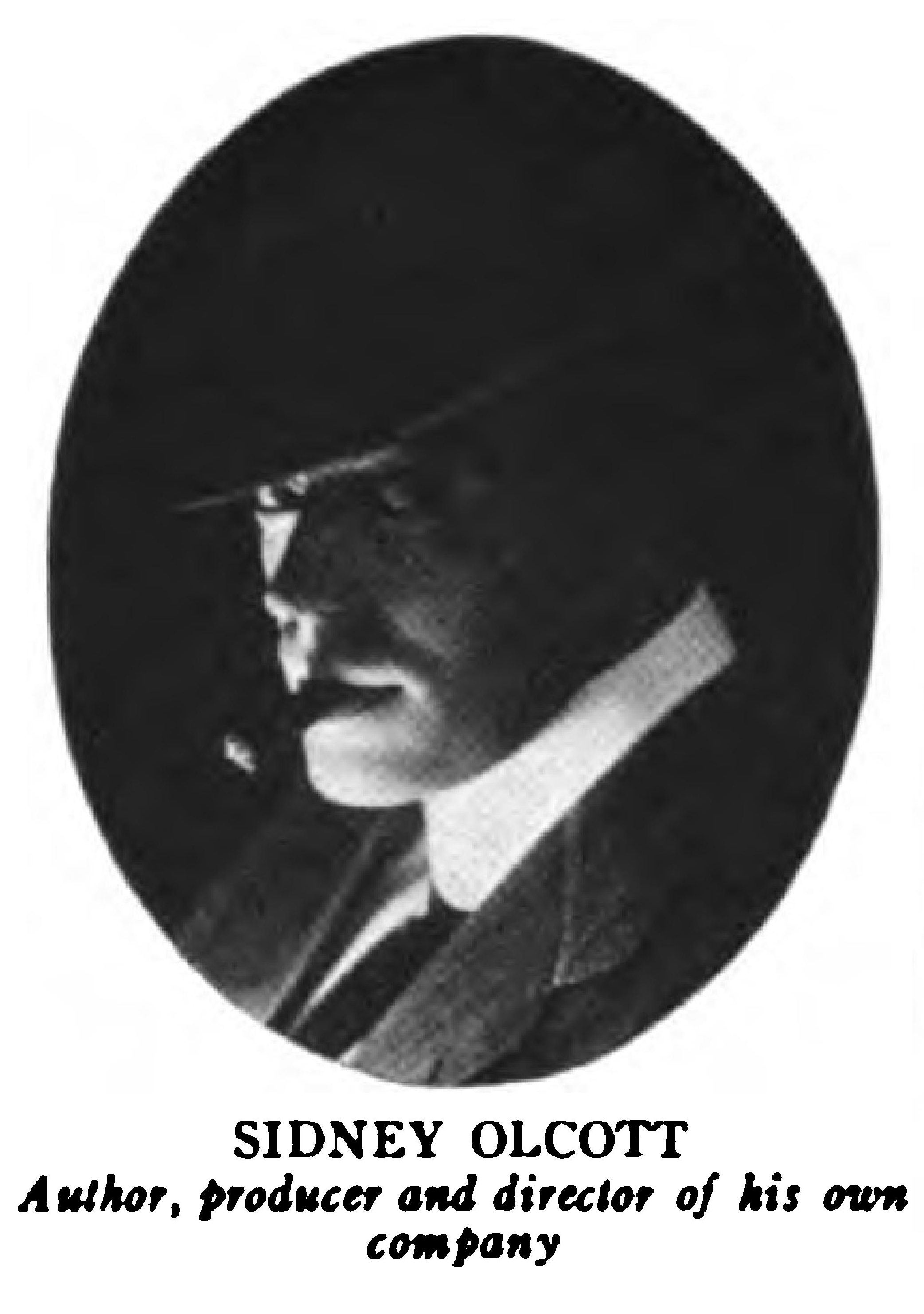
Sidney Olcott, 1914

Sidney Olcott (eigentlich John Sidney Alcott; * 20. September 1873 in Toronto, Ontario; † 16. Dezember 1949 in Hollywood, Los Angeles, Kalifornien) war ein kanadischer Filmproduzent, Filmregisseur, Schauspieler und Drehbuchautor.

## Leben
Olcott ging mit der Absicht Schauspieler zu werden nach New York, wo er bis 1904 am Theater auftrat. Danach arbeitete er als Schauspieler und später auch Regisseur bei der Biograph Company und schaffte es dort bis zum General Manager.
1907 gründeten Frank Marion und Samuel Long mit finanzieller Unterstützung von George Kleine die Filmproduktionsgesellschaft Kalem Company und engagierten Olcott für 10 Dollar pro Film. Nach seinem Vertrag sollte er mindestens einen One-Reeler pro Woche drehen. Zu seinen ersten Produktionen für Kalem gehörte die Erstverfilmung von Ben Hur, in dessen Mittelpunkt das Wagenrennen stand.
1910 machte Sidney Olcott die Kalem Studios zur ersten US-amerikanischen Filmgesellschaft, die Spielfilme außerhalb der Vereinigten Staaten an Originalschauplätzen drehte. Selbst von irischer Abstammung und mit dem Wissen um eine große irischstämmige Zuschauerschaft in Amerika, ging Olcott nach Irland und drehte den Film A Lad from Old Ireland. Bis zum Ausbruch des Ersten Weltkrieges folgten mehr als ein Dutzend weitere Filme Olcotts in Irland.
Angeregt von ihren Erfahrungen in Irland ging die Filmcrew unter der Leitung Olcotts für die Aufnahmen des Jesus-Films From the Manger to the Cross (1912) nach Ägypten und Palästina. Der Film stellte sich als finanzieller Erfolg für die Kalem Company heraus und wurde 1998 ins National Film Registry der Library of Congress aufgenommen.
Trotz des Erfolges auch mit weiteren Filmen weigerten sich die Geschäftsführer der Kalem Studios Olcotts Gehalt über die 150 US-Dollar, die er zu jenem Zeitpunkt wöchentlich verdiente, anzuheben und der Regisseur verließ 1914 Kalem, deren Studios schließlich 1916 von Vitagraph übernommen wurden.
Olcott war Gründungsmitglied des Ostküstenzweigs der Motion Picture Directors Association, einer Vorläuferorganisation der heutigen Directors Guild of America. Mitte der 1910er Jahre ging er nach Hollywood und war Regisseur von Filmen verschiedener Produktionsgesellschaften. Für und mit Mary Pickford drehte er Poor Little Peppina (1916), mit Rudolph Valentino Monsieur Beaucaire (1924). Sein letzter Film entstand 1927.
Seit 1915 war er mit der Schauspielerin Valentine Grant verheiratet, sie starb neun Monate vor ihm. Sidney Olcott starb in Hollywood im Haus des befreundeten Regisseurs und Schauspielers Robert G. Vignola.

## Filmografie
als Regisseur
- 1907: The Wooing of Miles Standish
- 1907: Ben Hur
- 1908: David and Goliath
- 1908: Florida Crackers
- 1908: Hannah Dustin
- 1908: Henry Hudson
- 1908: The Days of '61
- 1908: The Scarlet Letter
- 1908: Way Down East
- 1909: A Brother's Wrong
- 1909: A Florida Feud
- 1909: Dora
- 1909: Hiram's Bride
- 1909: Out of Work
- 1909: Queen of the Quarry
- 1909: Rally 'Round the Flag
- 1909: The Cardboard Baby
- 1909: The Cattle Thieves
- 1909: The Conspirators
- 1909: The Cracker's Bride
- 1909: The Geisha Who Saved Japan
- 1909: The Girl Scout
- 1909: The Girl Spy
- 1909: The Governor's Daughter
- 1909: The Hand-Organ Man
- 1909: The Law of the Mountains
- 1909: The Man and the Girl
- 1909: The Mystery of the 'Sleeper' Trunk
- 1909: The Octoroon
- 1909: The Old Soldier's Story
- 1909: The Pay Car
- 1909: The Seminole's Vengeance
- 1909: The Tom-Boy
- 1909: The Winning Boat
- 1910: The Feud
- 1910: The Stepmother
- 1910: A Colonial Belle
- 1910: A Lad from Old Ireland
- 1910: Confederate Spy
- 1910: For a Woman's Honor
- 1910: Her Indian Mother
- 1910: Her Soldier Sweetheart
- 1910: Seth's Temptation
- 1910: The Aztec Sacrifice
- 1910: The Bravest Girl in the South
- 1910: The Canadian Moonshiners
- 1910: The Cliff Dwellers
- 1910: The Conspiracy of Pontiac
- 1910: The Cow Puncher's Sweetheart
- 1910: The Deacon's Daughter
- 1910: The Education of Elizabeth
- 1910: The Egret Hunter
- 1910: The Engineer's Sweetheart
- 1910: The Further Adventures of the Girl Spy
- 1910: The Girl Spy Before Vicksburg
- 1910: The Heart of Edna Leslie
- 1910: The Indian Scout's Vengeance
- 1910: The Little Spreewald Maiden
- 1910: The Miser's Child
- 1910: The Perversity of Fate
- 1910: The Romance of a Trained Nurse
- 1910: The Sacred Turquoise of the Zuni
- 1910: The Seminole Halfbreeds
- 1910: The Seminole's Trust
- 1910: The Stranger
- 1910: The Wanderers
- 1911: Tangled Lives
- 1911: Molly Pitcher
- 1911: The Colleen Bawn
- 1911: A Saw Mill Hero
- 1911: An Irish Honeymoon
- 1911: The Diver
- 1911: Arrah-Na-Pogue
- 1911: By a Woman's Wit
- 1911: For Love of an Enemy
- 1911: Her Chum's Brother
- 1911: In Blossom Time
- 1911: In Old Florida
- 1911: Last Day of School
- 1911: Losing to Win
- 1911: Railroad Raiders of '62
- 1911: Robbie and the Redskins
- 1911: Rory O’More
- 1911: Sailor Jack's Reformation
- 1911: The Carnival
- 1911: The Fiddle's Requiem
- 1911: The Fishermaid of Ballydavid
- 1911: The Franciscan Friars of Killarney, Ireland
- 1911: The Lass Who Couldn't Forget
- 1911: The Love of Summer Morn
- 1911: The Open Road
- 1911: When the Dead Return
- 1911: When Two Hearts Are Won
- 1912: The Vagabonds
- 1912: A Prisoner of the Harem
- 1912: Along the River Nile
- 1912: Ancient Temples of Egypt
- 1912: Captain Rivera's Reward
- 1912: Captured by Bedouins
- 1912: Conway, the Kerry Dancer
- 1912: Down Through the Ages
- 1912: Dust of the Desert
- 1912: Far from Erin's Isle
- 1912: From the Manger to the Cross
- 1912: His Mother
- 1912: Ireland, the Oppressed
- 1912: Luxor, Egypt
- 1912: Making Photoplays in Egypt
- 1912: Missionaries in Darkest Africa
- 1912: My Hielan' Lassie
- 1912: Shaun Rhue
- 1912: The Darling of the CSA
- 1912: The Fighting Dervishes of the Desert
- 1912: The Kerry Gow
- 1912: The Mayor from Ireland
- 1912: The O'Kalems' Visit to Killarney
- 1912: The O’Neill
- 1912: The Poacher's Pardon
- 1912: The Shaughraun
- 1912: The Vengeance Mark
- 1912: Tragedy of the Desert
- 1912: Winning a Widow
- 1912: You Remember Ellen
- 1913: A Daughter of the Confederacy
- 1913: Uncle Tom's Cabin
- 1913: In the Clutches of the Ku Klux Klan
- 1913: In the Power of a Hypnotist
- 1913: Lady Peggy's Escape
- 1913: Perils of the Sea
- 1913: The Octoroon
- 1913: The Wives of Jamestown
- 1913: When Men Hate
- 1914: Captured by Mexicans
- 1914: Come Back to Erin
- 1914: For Ireland's Sake
- 1914: In the Hands of the Brute
- 1914: The Eye of the Government
- 1914: The Idle Rich
- 1914: The Little Rebel
- 1914: The Mother of Men
- 1914: Through the Fires of Temptation
- 1914: Tricking the Government
- 1914: When Men Would Kill
- 1915: The Taint
- 1915: All for Old Ireland
- 1915: Famous Men of Today
- 1915: Famous Rulers of the World
- 1915: Great Americans Past and Present
- 1915: Madame Butterfly
- 1915: Nan o' the Backwoods
- 1915: New York and Its People
- 1915: The Gap of Dunloe
- 1915: The Ghost of Twisted Oaks
- 1915: The Moth and the Flame
- 1915: The Seven Sisters
- 1916: Diplomacy
- 1916: The Smugglers
- 1916: My Lady Incog.
- 1916: Poor Little Peppina
- 1916: The Daughter of MacGregor
- 1916: The Innocent Lie
- 1918: The Belgian
- 1919: Marriage for Convenience
- 1920: Scratch My Back
- 1921: God's Country and the Law
- 1921: Pardon My French
- 1921: The Right Way
- 1922: Timothy's Quest
- 1923: Little Old New York
- 1923: The Green Goddess
- 1924: Die einzige Frau (The Only Woman)
- 1924: Monsieur Beaucaire, der königliche Barbier (Monsieur Beaucaire)
- 1924: The Humming Bird
- 1925: Mariposa, die Tänzerin (The Charmer)
- 1925: Not So Long Ago
- 1925: Salome of the Tenements
- 1925: The Best People
- 1926: Ranson's Folly
- 1926: The Amateur Gentleman
- 1926: The White Black Sheep
- 1927: The Claw

als Schauspieler
- 1906: The Village Cutup
- 1907: Pony Express
- 1909: The Old Soldier's Story
- 1909: The Seminole's Vengeance
- 1909: Tis an Ill Wind That Blows No Good
- 1910: A Lad from Old Ireland
- 1910: The Deacon's Daughter
- 1910: The Engineer's Sweetheart
- 1910: The Little Spreewald Maiden
- 1911: An Irish Honeymoon
- 1911: Arrah-Na-Pogue
- 1911: Railroad Raiders of '62
- 1911: The Fiddle's Requiem
- 1911: The Love of Summer Morn
- 1911: The Colleen Bawn
- 1912: From the Manger to the Cross
- 1912: Ireland, the Oppressed
- 1912: The Kerry Gow
- 1912: The O’Neill
- 1912: The Shaughraun
- 1913: In the Power of a Hypnotist
- 1913: Lady Peggy's Escape
- 1914: For Ireland's Sake
- 1914: The Eye of the Government
- 1914: The Idle Rich
- 1914: The Mother of Men
- 1915: All for Old Ireland
- 1915: The Irish in America